# Serie 310 de Renfe
La Serie 310 de Renfe está compuesta por 60 locomotoras diésel-eléctricas (1.109 CV, 110 km/h) fabricadas por Macosa en Valencia entre 1989 y 1991. Se usan principalmente en instalaciones de clasificación para maniobras, pero por su tipo de locomotora mixta también realizan trenes cortos. Está construida con los elementos sobrantes de la reconstrucción de las 319 originales y con otros nuevos, se creó esta serie de "Road Switcher" española de origen y concepto norteamericano.

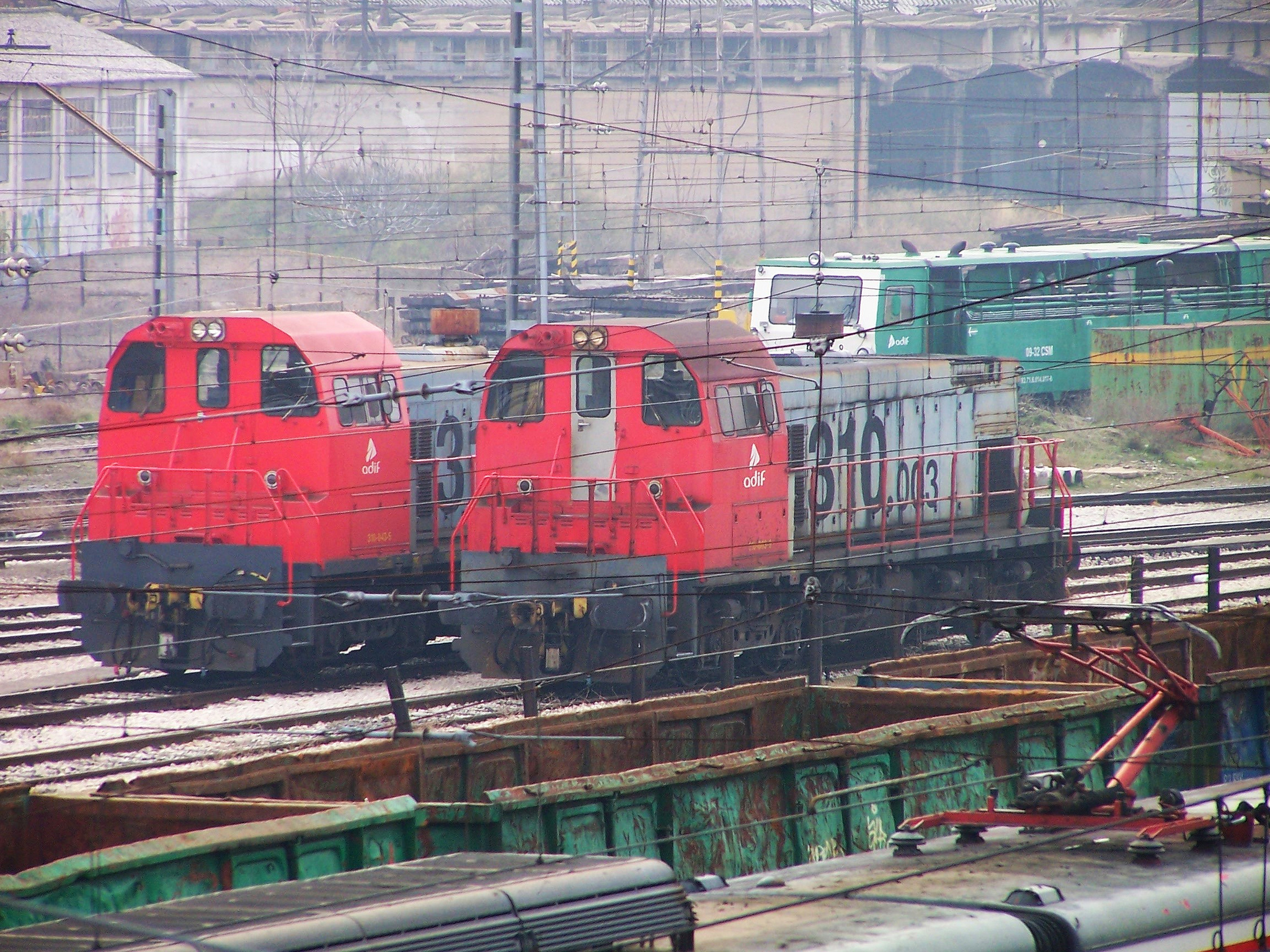
Las locomotoras diésel 310.003 y 310.043 de Adif en la estación de Valladolid Campo Grande.

Con cuatro máquinas de la serie se han construido dos trenes indeformables de mercancías llamados TMD (Teco de Media Distancia) que está compuesto por una composición de 8 plataformas portacontenedores y dos locomotoras de la serie 310 modificadas, una en cada extremo, acopladas en mando múltiple mediante fibra óptica. El resto de locomotoras pertenecen a Adif.
Se las conoce como ¨guardacostas¨ porque están repartidas en lugares cerca de la costa: Cartagena, Murcia, Valencia, Barcelona, Sevilla, Santander, Irún...